# Vysočany (district de Blansko)
Pour les articles homonymes, voir Vysočany.
Vysočany (en allemand : Wissotschan) est une commune du district de Blansko, dans la région de Moravie-du-Sud, en République tchèque. Sa population s'élevait à 780 habitants en 2020.

## Géographie
Vysočany se trouve à 14 km au nord-est de Blansko, à 31 km au nord-nord-est de Brno et à 186 km à l'est-sud-est de Prague.
La commune est limitée par Žďárná et Protivanov au nord, par Niva à l'est, par Rozstání et Holštejn au sud, et par Šošůvka, Sloup et Ludíkov à l'ouest.

## Histoire
La première mention écrite de la localité date de 1349.